# تصفيات كأس العالم 2026 (أوقيانوسيا)
أقيم القسم الأوقيانوسي من تصفيات كأس العالم 2026 في الفترة من 6 سبتمبر 2024 إلى 24 مارس 2025. كانت هذه التصفيات النسخة السادسة عشرة من التصفيات الأوقيانوسية والمرة الأولى يكون فيها للاتحاد مقعد مباشر في كأس العالم.
انتهت تصفيات الاتحاد الأوقيانوسي في 24 مارس 2025 بتأهل نيوزيلندا مباشرة إلى كأس العالم 2026، وتأهل كاليدونيا الجديدة إلى المباريات الفاصلة بين الاتحادات القارية.

## النظام
كان نظام تصفيات هذا الاتحاد على النحو التالي:
- الجولة الأولى: شاركت المنتخبات الأربعة الأدنى تصنيفًا في تصنيف فيفا العالمي للرجال في جولة إقصائية من ثلاث مباريات، أُقيمت في سبتمبر 2024. تأهل الفائز فيها إلى الجولة الثانية.
- الجولة الثانية: انضم الفريق المتأهل من الجولة الأولى إلى المنتخبات السبعة الأعلى تصنيفًا، وقسمت الفرق على مجموعتين، كل مجموعة فيها أربعة فرق، تنافست في شهري أكتوبر ونوفمبر 2024. تأهل أفضل فريقين من كل مجموعة إلى الجولة الثالثة.
- الجولة الثالثة: تنافست المنتخبات الأربعة المتأهلة من الجولة الثانية في جولة إقصائية من ثلاث مباريات، أُقيمت في مارس 2025. تأهل الفائز مباشرة إلى كأس العالم 2026، بينما تأهل الوصيف إلى التصفيات القارية بين الاتحادات.

## المشاركون
شاركت جميع دول الاتحاد الإحدى عشر بالتصفيات.
- ساموا الأمريكية
- جزر كوك
- فيجي
- كاليدونيا الجديدة
- نيوزيلندا
- بابوا غينيا الجديدة
- ساموا
- جزر سليمان
- تاهيتي
- تونغا
- فانواتو

## الجدول الزمني
فيما يلي الجدول الزمني للجولات الثالث.
| الجولة         | جولة المباريات   | التاريخ           | المضيف                          |
| -------------- | ---------------- | ----------------- | ------------------------------- |
| الجولة الأولى  | جولة المباريات 1 | 6 سبتمبر 2024     | ساموا                           |
| الجولة الأولى  | جولة المباريات 2 | 9 سبتمبر 2024     | ساموا                           |
| الجولة الثانية | جولة المباريات 3 | 10–12 أكتوبر 2024 | فيجي و فانواتو                  |
| الجولة الثانية | جولة المباريات 4 | 14–15 نوفمبر 2024 | نيوزيلندا و بابوا غينيا الجديدة |
| الجولة الثانية | جولة المباريات 5 | 17–18 نوفمبر 2024 | نيوزيلندا و بابوا غينيا الجديدة |
| الجولة الثالثة | نصف النهائي      | 21 مارس 2025      | نيوزيلندا                       |
| الجولة الثالثة | النهائي          | 24 مارس 2025      | نيوزيلندا                       |

من المقرر أن تقام المباريات الفاصلة بين الاتحادات القارية في مارس 2026.

## القرعة
أُجري سحب القرعة للجولتين الأولى والثانية في مقر الاتحاد الدولي لكرة القدم (فيفا) في سويسرا يوم 18 يوليو في تمام الساعة 9:00 صباحًا بتوقيت وسط أوروبا الصيفي (UTC+2)). استند تصنيف الفرق في السحب إلى تصنيف فيفا العالمي للرجال الصادر في 18 يوليو 2024 (موضح بين قوسين أدناه).
تنافست الفرق الأربعة الأقل تصنيفا في الجولة الأولى بنظام الإقصاء الفردي لتحديد الفريق الذي سيتقدم للجولة الثانية. واجه الفريق الأعلى تصنيفا الفريق الأقل تصنيفا وواجه الفريق المصنف الثاني الفريق الثالث في نصف النهائي، وواجه الفائزون في تلك المباريات بعضهم البعض في النهائي. واحتوت قرعة الجولة الثانية على ثلاثة أوعية كل واحدة فيها فريقان وكان الفريق المتأهل من الجولة الأولى في الوعاء الثالث.
| الجولة الثانية                        | الجولة الثانية                                                            | الجولة الثانية                                               | فرق الجولة الأولى                                                       |
| الوعاء الأول                          | الوعاء الثاني                                                             | الوعاء الثالث                                                | فرق الجولة الأولى                                                       |
| ------------------------------------- | ------------------------------------------------------------------------- | ------------------------------------------------------------ | ----------------------------------------------------------------------- |
| 1. نيوزيلندا (94) 2. جزر سليمان (141) | 1. فيجي (153) 2. تاهيتي (158) 3. كاليدونيا الجديدة (160) 4. فانواتو (162) | 1. بابوا غينيا الجديدة (168) 2. الفريق الفائر بالجولة الأولى | 1. جزر كوك (186) 2. ساموا الأمريكية (187) 3. ساموا (192) 4. تونغا (200) |

ملاحظة: تأهلت الفرق بالخط العريض للدور الثالث، تنافست الفرق بالخط المائل فقط في الجولة الأولى.
1. ↑  أجريت القرعة قبل منافسات الجولة الأولى.

## الجولة الأولى
أقيمت مباريات الجولة الأولى في الفترة من 6 إلى 9 سبتمبر 2024 في ساموا.
|  | المباريات الأولى     | المباريات الأولى |                      |   | المباريات الثانية (النهائي) | المباريات الثانية (النهائي) |
|  |                      |                  |                      |   |                             |                             |
|  | 6 سبتمبر 2024 – أبيا |                  |                      |   |                             |                             |
|  |                      |                  |                      |   |                             |                             |
|  | جزر كوك              | 1                |                      |   |                             |                             |
|  | جزر كوك              | 1                | 9 سبتمبر 2024 – أبيا |   |                             |                             |
|  | تونغا                | 3                |                      |   |                             |                             |
|  | تونغا                | 3                | تونغا                | 1 |                             |                             |
|  | 6 سبتمبر 2024 – أبيا |                  | تونغا                | 1 |                             |                             |
|  |                      | ساموا (ب.و.إ.)   | 2                    |   |                             |                             |
|  | ساموا الأمريكية      | ساموا (ب.و.إ.)   | 2                    | 0 |                             |                             |
|  | ساموا الأمريكية      |                  |                      | 0 |                             |                             |
|  | ساموا                | 2                |                      |   |                             |                             |
|  | ساموا                | 2                |                      |   |                             |                             |

### المباريات الأولى
| جزر كوك    | 1–3      | تونغا                                            |
| ---------- | -------- | ------------------------------------------------ |
| Kumsuz 63' | فيفا OFC | - Tikoipau 27' - Polovili 39' (ركلة.) - Kefu 79' |

| ساموا الأمريكية | 0–2      | ساموا                            |
| --------------- | -------- | -------------------------------- |
|                 | فيفا OFC | - Tumua 59' (ركلة.) - Vaai 90+8' |

### المباريات الثانية
| تونغا          | 1–2 (ب.و.إ.) | ساموا                             |
| -------------- | ------------ | --------------------------------- |
| - Sonasi 45+1' | فيفا OFC     | - Salisbury 82' - Faamatau 105+3' |

## الجولة الثانية
أقيمت الجولة الثانية في الفترة من 10 أكتوبر إلى 18 نوفمبر 2024،أقيمت المباريات في فيجي ونيوزيلندا وبابوا غينيا الجديدة وفانواتو.

### المجموعة الأولى
| م | الفريق              | لعب | ف | ت | خ | أ.له | أ.ع | أ.ف | نقاط | التأهل                    |   | كاليدونيا الجديدة | فيجي | جزر سليمان | بابوا غينيا الجديدة |
| - | ------------------- | --- | - | - | - | ---- | --- | --- | ---- | ------------------------- | - | ----------------- | ---- | ---------- | ------------------- |
| 1 | كاليدونيا الجديدة   | 3   | 2 | 1 | 0 | 7    | 4   | +3  | 7    | سيتأهل إلى الجولة الثالثة |   | —                 | —    | —          | 3–1                 |
| 2 | فيجي                | 3   | 1 | 2 | 0 | 5    | 4   | +1  | 5    | سيتأهل إلى الجولة الثالثة |   | 1–1               | —    | —          | —                   |
| 3 | جزر سليمان          | 3   | 1 | 0 | 2 | 4    | 5   | −1  | 3    |                           |   | 2–3               | 0–1  | —          | —                   |
| 4 | بابوا غينيا الجديدة | 3   | 0 | 1 | 2 | 5    | 8   | −3  | 1    |                           | — | 3–3               | 1–2  | —          |                     |

| كاليدونيا الجديدة                                           | 3–1      | بابوا غينيا الجديدة |
| ----------------------------------------------------------- | -------- | ------------------- |
| - Athale 20' (ركلة.) - جورج غوبي فينيبج 45' - Haewegene 83' | فيفا OFC | Semmy 78'           |

| جزر سليمان | 0–1      | فيجي       |
| ---------- | -------- | ---------- |
|            | فيفا OFC | كريشنا 13' |

| جزر سليمان                | 2–3      | كاليدونيا الجديدة                           |
| ------------------------- | -------- | ------------------------------------------- |
| - Lea'i 9' - J. Alick 39' | فيفا OFC | - Athale 6' (ركلة.)، 59' (ركلة.) - Waia 69' |

| بابوا غينيا الجديدة                 | 3–3      | فيجي                                         |
| ----------------------------------- | -------- | -------------------------------------------- |
| - Joe 2' - Kepo 45' - Gunemba 90+4' | فيفا OFC | - Dunn 42' - كريشنا 54' (ركلة.) - Nand 90+5' |

| فيجي                   | 1–1      | كاليدونيا الجديدة |
| ---------------------- | -------- | ----------------- |
| - كريشنا 45+4' (ركلة.) | فيفا OFC | - Katrawa 59'     |

| بابوا غينيا الجديدة | 1–2      | جزر سليمان                  |
| ------------------- | -------- | --------------------------- |
| - Semmy 90+2'       | فيفا OFC | - David 41' - Lea'alafa 68' |

### المجموعة الثانية
| م | الفريق    | لعب | ف | ت | خ | أ.له | أ.ع | أ.ف | نقاط | التأهل                    |     | نيوزيلندا | تاهيتي | فانواتو | ساموا |
| - | --------- | --- | - | - | - | ---- | --- | --- | ---- | ------------------------- | --- | --------- | ------ | ------- | ----- |
| 1 | نيوزيلندا | 3   | 3 | 0 | 0 | 19   | 1   | +18 | 9    | سيتأهل إلى الجولة الثالثة |     | —         | 3–0    | 8–1     | —     |
| 2 | تاهيتي    | 3   | 2 | 0 | 1 | 5    | 3   | +2  | 6    | سيتأهل إلى الجولة الثالثة |     | —         | —      | 2–0     | —     |
| 3 | فانواتو   | 3   | 1 | 0 | 2 | 5    | 11  | −6  | 3    |                           |     | —         | —      | —       | 4–1   |
| 4 | ساموا     | 3   | 0 | 0 | 3 | 1    | 15  | −14 | 0    |                           | 0–8 | 0–3       | —      | —       |       |

| نيوزيلندا                       | 3–0      | تاهيتي |
| ------------------------------- | -------- | ------ |
| - جاست 2' - وود 67' - Waine 89' | فيفا OFC |        |

| فانواتو                                 | 4–1      | ساموا         |
| --------------------------------------- | -------- | ------------- |
| - كوبر 7' - Alick 36'، 57' - كالو 90+1' | فيفا OFC | - Viliamu 55' |

| ساموا | 0–3      | تاهيتي                                    |
| ----- | -------- | ----------------------------------------- |
|       | فيفا OFC | - Kaspard 59' - Mathon 65' - T. Tehau 87' |

| نيوزيلندا | 8–1      | فانواتو     |
| --- | -------- | ----------- |
| - Garbett 11' - وود 23'، 24' - Bindon 32' - برايان كالتاك 38' (ه.ذ.) - جاست 74' - سارببريت سين 82' - McCowatt 89' | فيفا OFC | - Tasip 17' |

| تاهيتي                                      | 2–0      | فانواتو |
| ------------------------------------------- | -------- | ------- |
| - Spokeyjack 8' (ه.ذ.) - Mathon 67' (ركلة.) | فيفا OFC |         |

| ساموا | 0–8      | نيوزيلندا                                                                                               |
| ----- | -------- | --- |
|       | فيفا OFC | - McCowatt 24' - وود 28'، 34'، 60' - Stamenić 62' - فرنسيس دي فريس 75' - جاست 87' - Waine 90+2' (ركلة.) |

## الجولة الثالثة
|  | تصفيات كأس العالم 2026 (أوقيانوسيا)    | تصفيات كأس العالم 2026 (أوقيانوسيا) |                           |   | تصفيات كأس العالم 2026 (أوقيانوسيا) | تصفيات كأس العالم 2026 (أوقيانوسيا) |
|  |                                        |                                     |                           |   |                                     |                                     |
|  | 21 مارس 2025 – ملعب ويلينغتون الإقليمي |                                     |                           |   |                                     |                                     |
|  |                                        |                                     |                           |   |                                     |                                     |
|  | كاليدونيا الجديدة                      | 3                                   |                           |   |                                     |                                     |
|  | كاليدونيا الجديدة                      | 3                                   | 24 March 2025 – إيدن بارك |   |                                     |                                     |
|  | تاهيتي                                 | 0                                   |                           |   |                                     |                                     |
|  | تاهيتي                                 | 0                                   | كاليدونيا الجديدة         | 0 |                                     |                                     |
|  | 21 مارس 2025 – ملعب ويلينغتون الإقليمي |                                     | كاليدونيا الجديدة         | 0 |                                     |                                     |
|  |                                        | نيوزيلندا                           | 3                         |   |                                     |                                     |
|  | نيوزيلندا                              | نيوزيلندا                           | 3                         | 7 |                                     |                                     |
|  | نيوزيلندا                              |                                     |                           | 7 |                                     |                                     |
|  | فيجي                                   | 0                                   |                           |   |                                     |                                     |
|  | فيجي                                   | 0                                   |                           |   |                                     |                                     |

### نصف النهائي
| كاليدونيا الجديدة                        | 3–0      | تاهيتي |
| ---------------------------------------- | -------- | ------ |
| - جورج غوبي فينيبج 50'، 76' - Waya 90+1' | فيفا OFC |        |

| نيوزيلندا                                                                           | 7–0      | فيجي |
| ----------------------------------------------------------------------------------- | -------- | ---- |
| - وود 6'، 56'، 60' - سارببريت سين 16' - Bindon 23' - تيم باين 32' - Barbarouses 73' | فيفا OFC |      |

### النهائي
| كاليدونيا الجديدة | 0–3      | نيوزيلندا                                 |
| ----------------- | -------- | ----------------------------------------- |
|                   | فيفا OFC | - Boxall 61' - Barbarouses 66' - جاست 80' |

## المباريات الفاصلة
سيتنافس منتخب كاليدونيا الجديدة مع فريق من كل من الاتحاد الآسيوي لكرة القدم والاتحاد الإفريقي لكرة القدم واتحاد أمريكا الجنوبية وفريقين من الكونكاكاف في المباريات الفاصلة. ستلعب الفرق الأربعة الأقل تصنيفًا مباراتين بنظام الإقصاء الفردي. وسيلتقي الفائزان مع الفريقين الأعلى تصنيفًا في مجموعة أخرى من مباريات الإقصاء الفردي، ويتأهل الفائزان إلى كأس العالم 2026.

## الفريق المتأهل

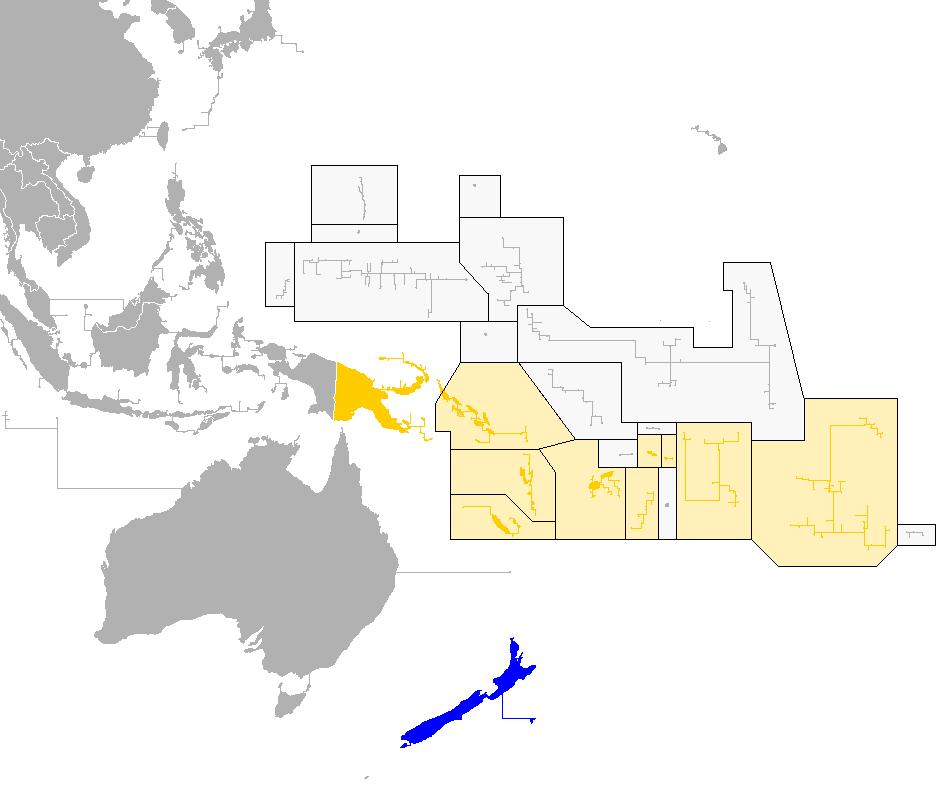
تأهل إلى كأس العالم

| الفريق    | بصفته                  | بتاريخ       | مرات الظهور    |
| --------- | ---------------------- | ------------ | -------------- |
| نيوزيلندا | الفائز بالجولة الثالثة | 24 مارس 2025 | 2 (1982، 2010) |

## حالات الإيقاف
يُعاقب اللاعب بالإيقاف التلقائي عن المباراة التالية في حال ارتكب إحدى المخالفات التالية:
- الحصول على بطاقة حمراء (وقد يمدد الإيقاف في حالات المخالفات الجسيمة).
- الحصول على بطاقتين صفراوين في مباراتين مختلفتين (يُرحيل إيقاف البطاقات الصفراء إلى جولات التصفيات التالية، لكن لا يُطبق على النهائيات أو أي مباريات دولية مستقبلية أخرى).

| الفريق            | اللاعب          | المخالفة                                                         | الإيقاف في مباريات                                                            |
| ----------------- | --------------- | ---------------------------------------------------------------- | ----------------------------------------------------------------------------- |
| فيجي              | Aporosa Yada    | ضد جزر سليمان (10 أكتوبر 2024)                                   | ضد بابوا غينيا الجديدة (14 نوفمبر 2024) ضد كاليدونيا الجديدة (17 نوفمبر 2024) |
| كاليدونيا الجديدة | Morgan Mathelon | ضد بابوا غينيا الجديدة (10 أكتوبر 2024) ضد تاهيتي (21 مارس 2025) | ضد نيوزيلندا (24 مارس 2025)                                                   |
| ساموا             | Alton Leiataua  | ضد ساموا الأمريكية (5 سبتمبر 2024)                               | ضد تونغا (9 سبتمبر 2024) ضد فانواتو (12 أكتوبر 2024)                          |
| ساموا             | Alex Malauulu   | ضد ساموا الأمريكية (5 سبتمبر 2024) ضد تونغا (9 سبتمبر 2024)      | ضد فانواتو (12 أكتوبر 2024)                                                   |